# Kapustin Jar
Kapustin Jar (ros. Капустин Яр) – kosmodrom i rakietowy poligon wojskowy położony w północno-zachodniej części Obwodu astrachańskiego w Rosji.

## Historia
W maju 1946 władze ZSRR podjęły decyzję o utworzeniu poligonu wojskowego podobnego do tego, którym dysponowali Amerykanie w Nowym Meksyku. Grupa kierowana przez gen. Wasilija Wozniuka spośród siedmiu rozważanych lokalizacji wybrała tę, znajdującą się w sąsiedztwie miasta Wołgograd w okręgu astrachańskim i niedaleko od wsi Kapustin Jar. Budowę pierwszych pól startowych powstającego doświadczalnego poligonu rakietowego rozpoczęto w 1946 roku. 3 czerwca 1947 Rada Ministrów ZSRR podjęła decyzję o rozpoczęciu budowy w tym właśnie miejscu głównego poligonu rakietowego. Pracami budowlanymi kierował gen. Wozniuk, on też został pierwszym komendantem poligonu.
1 października 1947 gen. Wozniuk przekazał do Moskwy informację o pełnej gotowości poligonu do wystrzeliwania pocisków balistycznych. Dwa tygodnie później do bazy przybyła pierwsza partia niemieckich pocisków A-4/V-2, którą specjaliści radzieccy zmontowali ze znalezionych w fabrykach niemieckich części. Pierwszy start pocisku balistycznego z poligonu miał miejsce 18 października 1947 o 10.47 czasu moskiewskiego. Rakieta osiągnęła pułap 86 km i spadła w odległości 274 km od miejsca startu. W ciągu miesiąca wystrzelono kolejnych 10-11 rakiet, z których 9 osiągnęło założony cel. Doświadczenie zdobyte po tych próbach zaowocowało w rok później uruchomieniem produkcji analogicznej pod względem konstrukcji rakiety R-1, która przeszła pomyślne próby jesienią 1948.
Do 1957 Kapustin Jar był jedynym miejscem startu radzieckich rakiet balistycznych (R-1, R-2, R-5, R-12, R-14) oraz ich odmian geofizycznych W-1A, W-1B, W-1W, W-1D, W-1E, W-2A, W-5A, W-11A itd. W czerwcu 1951 na poligonie podjęto próbę wystrzeliwania rakiet z psami na pokładzie. Za pomocą tych rakiet zrealizowano bogaty program badań atmosfery na wysokości 100-500 km, wykonano szereg lotów z obiektami biologicznymi w celu określenia wpływu nieważkości na żywe organizmy. Wyniki tych badań w zasadniczy sposób przyczyniły się do realizacji lotu Gagarina. Prowadzono także regularny sondaż atmosfery za pomocą serii rakiet meteorologicznych (MR-1, MMR-05, MMR-08). Na ten cel w północno-zachodniej strefie poligonu wydzielono obszar pod nazwą „Stacja Sondażu Atmosferycznego-Wołgograd”. W tym czasie miejsce to nie było umieszczane na mapach, a dawną nazwę miejscowości zastąpił wojskowy kryptonim Moskwa-400.
W lutym 1956 na poligonie Kapustin Jar pojawiły się rakiety z ładunkami jądrowymi typu R-5M. Rok później testowano międzykontynentalny pocisk R-12. 16 marca 1962 z poligonu rakietowego został przekształcony w kosmodrom – z poligonu wystrzelono sputnik Kosmos-1, stąd też startowały kolejne satelity serii Kosmos. Od końca lat 60. kosmodrom nabrał charakteru międzynarodowego. W latach 1963–1987 wystartowały stąd 83 satelity, na orbity o nachyleniu od 48,4° do 50,7°. Do 1973 stosowano wyłącznie rakietę Kosmos B, która startowała 60 razy (ostatni raz z Interkosmosem-9), w tym samym roku wprowadzono do użytku silniejszą rakietę Kosmos-C. Do końca 1987 przeprowadzono 24 starty, z czego jeden był nieudany, z powodu uszkodzenia stateczników rakiety. Przeważająca liczba satelitów startująca z tego terenu to były obiekty naukowo-badawcze, reszta to pojazdy eksperymentalne (np. Kosmos 1374, Kosmos 1445) i technologiczne. W tym kosmodromie zapoczątkowano praktyczną współpracę w ramach programu Interkosmos. Tu startowały satelity z tej serii o numerach: 1, 2, 3, 4, 5, 7, 9, 11 i 16. Port ten odwiedzili przedstawiciele Francji, Szwecji, i Indii, podczas startu satelitów Aurele, SRET, Signe, Aryabhata i Bhaskara. Po wystrzeleniu 22 czerwca 1988 satelity BOR-5, działalność kosmodromu została zawieszona.
Wznowienie startów z poligonu Kapustin Jar nastąpiło w 1998. Z kosmodromu wystrzeliwano przy pomocy rakiety Kosmos-1 satelity komunikacyjne (m.in. Megsat-0). W 2006 prowadzono w tym miejscu próby balistyczne pocisku Iskander-M.

## Komendanci poligonu
- gen. artylerii Wasilij Wozniuk, 1946 – 1973[2]
- gen. por. Jurij Piczugin, 1973 – 1975
- gen. por. Paweł Diegtarienko, 1975 – 1981
- Nikołaj Łopatin, 1981 – 1983
- gen. por. Nikołaj Mazarkin, 1983 – 1991
- gen. por. Wiaczesław Tonkich, 1991 – 1997
- gen. por. Walerij Juszczenko, 1997 – 2000
- gen. por. Nikołaj Pieriewozczikow, 2000 – 2006
- gen. por. Walerij Mazurow, od 2006.